# Nannaria simplex
Nannaria simplex är en mångfotingart som beskrevs av Hoffman 1949. Nannaria simplex ingår i släktet Nannaria och familjen Xystodesmidae. Inga underarter finns listade i Catalogue of Life.